# Loch Ordie
Loch Ordie är en sjö i Storbritannien.   Den ligger i kommunen Perth and Kinross och riksdelen Skottland, i den norra delen av landet, 600 km norr om huvudstaden London. Loch Ordie ligger 442 meter över havet.I omgivningarna runt Loch Ordie växer i huvudsak blandskog.